# Agencja Misji Polskiej na Wschodzie
Agencja Misji Polskiej na Wschodzie (także Agencja Wschodnia w Carogrodzie lub Agencja Carogrodzka) – założona w 1841 roku w Stambule przez księcia Adama Czartoryskiego instytucja, mająca na celu opiekę nad Polakami w imperium osmańskim oraz zabieganie o prowadzenie przez sułtanów polityki antyrosyjskiej. Po 1864 Agencja zaprzestała działalności.